# Peyrouse
 Peyrouse  es una población y comuna francesa, situada en la región de Mediodía-Pirineos, departamento de Altos Pirineos, en el distrito de Argelès-Gazost y cantón de Saint-Pé-de-Bigorre.

## Demografía
| 221 | 214 | 214 | 227 | 245 | 233 | 268 |
| Para los censos de 1962 a 1999 la población legal corresponde a la población sin duplicidades (Fuente: INSEE [Consultar]) |     |     |     |     |     |     |